# Strong Heart
| Оценки критиков      | Оценки критиков |
| Источник             | Оценка          |
| -------------------- | --------------- |
| About.com            | (favorable)     |
| AllMusic             | [ 2 ]           |
| Entertainment Weekly | C+              |
| Los Angeles Times    | [ 4 ]           |
| People               | (favorable)     |

Strong Heart — десятый студийный альбом американской кантри-певицы и автора-исполнителя Патти Лавлесс, изданный 23 марта 2000 года на студии Epic Records.

## История
Альбом вышел 23 марта 1999 года на студии Epic. Он не достиг высоких позиций в чартах (лишь № 13 в Billboard Top Country Albums). Однако получил положительные отзывы музыкальных критиков и интернет-изданий: Allmusic, About.com, People.

## Список композиций
1. «You’re So Cool» (Matraca Berg, Carolyn Dawn Johnson) — 3:57
2. «The Last Thing on My Mind» (Craig Wiseman, Al Anderson) — 3:22
3. «My Heart Will Never Break This Way Again» (Gary Harrison, Matraca Berg) — 4:15
4. «You Don’t Get No More» (Emory Gordy Jr., Patty Loveless) — 3:26
5. «That's the Kind of Mood I'm In» (Rick Giles, Tim Nichols, Giles Godard) — 3:31
6. «Thirsty» (Stewart Harris, Thom Hardwell) — 4:55
7. «Strong Heart» (Kris Tyler, Gordy) — 5:41
8. «The Key of Love» (Gordy, Anderson) — 3:39
9. «She Never Stopped Loving Him» (Wally Wilson, Danny Orton) — 4:53
10. «Pieces on the Ground» (John Bunzow) — 4:34

## Чарты

### Еженедельные чарты
| Чарт (2000)                        | Высшая позиция |
| ---------------------------------- | -------------- |
| США Billboard 200                  | 126            |
| США Billboard Top Country Albums   | 13             |
| Канада Canadian RPM Country Albums | 24             |